# Финал первенства СССР по футболу 1928
Финал первенства СССР по футболу состоялся 23 августа 1928 года в Москве на стадионе «Динамо».
В финале приняли участие победители двух отборочных соревнований: первенства РСФСР (сборная Москвы) и первенства среди союзных республик СССР (сборная УССР).
Матч закончился победой сборной Москвы со счетом 1:0, которая и была объявлена чемпионом СССР.

#### Матч
| Москва           | 1:0     | Украина |
| ---------------- | ------- | ------- |
| - Н.Троицкий 61′ | (отчёт) |         |

| Москва: Леонов - Рущинский, Ал.Старостин - С.Егоров, Селин, Леута - Н.Старостин , Н.Троицкий, Исаков, В.Блинков, Холин · Украина: Москвин - Кладько, К.Фомин - П.Семёнов, В.Фомин (64' Н.Фомин), Привалов - Владимирский, Шпаковский, Мищенко 89', Алфёров, Губарев |

Ход игры
- 1' — 15' — равная игра в невысоком темпе, больше в центре поля. Несколько прорывов по правому краю Н.Старостина ликвидируются обороной харьковчан;
- 15' — 45' — инициативой прочно владеет Украина, отлично комбинируя в центре поля без особенной остроты;
- 30' — прорыв Шпаковского ликвидирует Ал. Старостин, выбивая мяч на угловой;
- 33' — опасный штрафной в ворота москвичей с линии штрафной площади: Шпаковский мимо «стенки» попадает в перекладину;
- 37' — Рущинский, головой прерывая верховую передачу, снова опасно бьёт по своим воротам. Леонов в прыжке вытаскивает мяч из «девятки»;
- 46' — 60' — Москва активизируется и наращивает темп. Москвин отбивает удар Блинкова и отбирает мяч в единоборстве с Холиным;
- 61' — Холин получает мяч в 15 метрах от лицевой линии, обводит украинского защитника и навешивает в штрафную. Москвин, вышедший на перехват, сталкивается со своим защитником К.Фоминым и мяч, минуя их, попадает к неприкрытому Троицкому, который отправляет его в пустые ворота — 1:0;
- 64' — получает повреждение ноги В.Фомин. Его меняет Н.Фомин;
- Игра проходит большей частью в центре поля. Украинцы начинают нервничать, обе команды все больше фолят, игра разбивается на эпизоды. На стадионе заметно темнеет;
- 70' — снова штрафной удар вблизи штрафной площади москвичей. Удар принимает на себя Селин;
- 70' — 90' — вязкая игра без опасных моментов. На 89' удален за грубость Мищенко. Последние пять минут Москва взяла инициативу и отодвинула игру от своих ворот, удержав победный счет;

После игры сборная Украины направила протест на результат матча, который был отклонён судейской коллегией с замечанием о недопустимости околофутбольных интриг в присутствии иностранных гостей.
|  |  |  |

### Итоговое положение
|  | РСФСР (Москва) |
|  | Украина        |